# Kurt Doerry

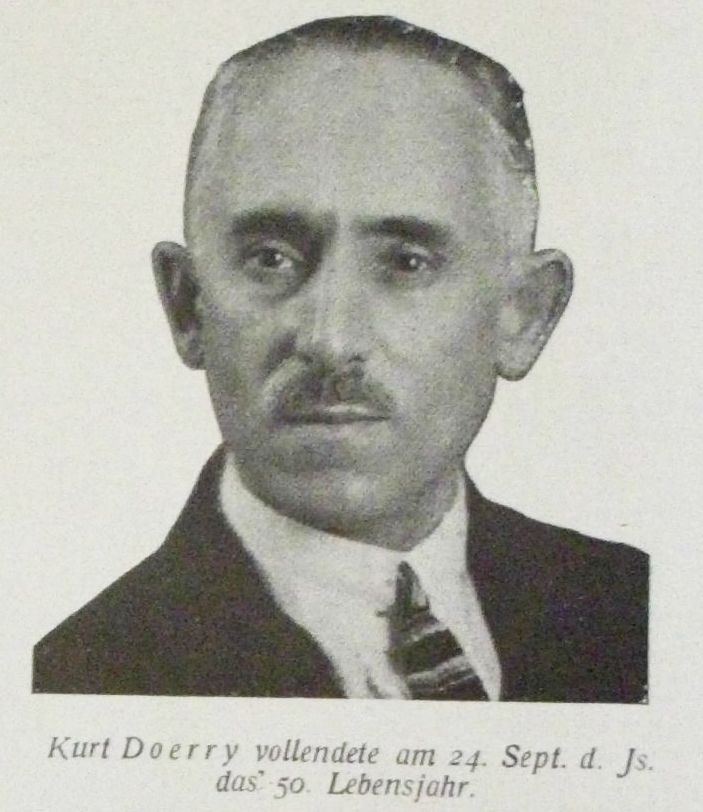
Kurt Doerry (1924)

Kurt Wilhelm Doerry (* 24. September 1874 in Wilhelmshaven; † 4. Januar 1947 in Berlin) war ein deutscher Leichtathlet, Sportjournalist und -funktionär.

## Leben
Doerry gehörte dem Sportverein Sport-Excelsior Friedenau angehörte. Seine Mitgliedschaft in diesem Verein zeigt seine tiefe Verwurzelung im Berliner Sportsleben und unterstreicht die Rolle lokaler Vereine als Fundament sportlicher Karrieren in Deutschland. Durch seinen sportlichen und organisatorischen Einsatz trug Doerry wesentlich zur Entwicklung des modernen Sports im Kaiserreich bei. In seiner Wettkampfzeit war er 1,79 m groß und 73 kg schwer.
Am 20. September 1896 gelang ihm in Dresden in einem 500-Meter-Lauf eine Zeit von 1:09,0 min, die als erster deutscher Rekord in der Leichtathletik registriert wurde und zugleich eine Weltbestleistung war. Auf Streckenlängen von 50 bis 400 Metern stellte er 1896, 1897 und 1899 weitere deutsche Bestleistungen auf, und er war 1899 Deutscher Meister im 200-Meter-Lauf. 1896 war er auch Sieger im Kronprinzenpokal von Dänemark
An den Olympischen Spielen 1896 in Athen nahm er im 100- und im 400-Meter-Lauf teil und schied jeweils im Vorlauf aus. Bei den Olympischen Spielen 1900 in Paris startete er im 100-Meter-Lauf und schied im Zwischenlauf aus. 1904 beendete er seine Sportlerlaufbahn.
Seit Ende des 19. Jahrhunderts war er Sportjournalist, zunächst als Redakteur der Allgemeinen Sportzeitung und später der von dem Schotten Andrew Pitcairn-Knowles gegründeten Zeitschriften Sport im Bild (1895) und Sport im Wort (1899). Als Mitglied des Deutschen Reichsausschuß für die Olympischen Spiele später Deutscher Reichsausschuß für Leibesübungen genoss er hohes Ansehen. Im Jahre 1910 war er Gründungsmitglied des Verein Deutsche Sportpresse und ab 1911 dessen 1. Vorsitzender. Im Jahre 1928 wurde er in Amsterdam in das Präsidium der Association Internationale de la Presse Sportive gewählt.
Kurt Doerry gehörte zudem zusammen Andrew Pitcairn-Knowles zu den Pionieren des Bandy- und Eishockeysports in Berlin. Sie trainierten Mitte der 1890er-Jahre auf der Eisfläche des Berliner Halensees und scharten weitere Mitspieler um sich. Doerry nahm außerdem am 4. Februar 1897 auf dem Halensee an dem Spiel teil, welches oft als erstes in Deutschland ausgetragenes Eishockeyspiel genannt wird, wenngleich es noch große Ähnlichkeiten zum Bandy aufwies. Die Partie zwischen dem Akademischen Sportclub Berlin und einem gemischten Team, in dem Doerry mitspielte, gewann der ASC mit 11:4.
In den Jahren 1909 bis 1919 war Kurt Doerry Vorsitzender des Hockey-Bundes und nahm aktiv am Hockeysport teil.
Seine letzte sportliche Aktivität wird er wohl im Jahre 1937 als 63-Jähriger vollbracht haben. Auf dem Sportfest des BFC Germania 1888 in Lichtenrade lief er die 50-Meter-Strecke immerhin noch in 7,5 s. Seine Bestzeit lag jahrzehntelang bei 5,6 s in dieser Disziplin.

## Veröffentlichungen (Auswahl)
- Leichte Athletik. Grethlein, Leipzig 1904 (Bibliothek für Sport und Spiel).
- Leichtathletik. 2. verm. und verb. Aufl., Grethlein, Leipzig u. a. 1910 (Bibliothek für Sport und Spiel; 26).
- Land-Hockey: nebst den offiziellen Regeln des Hockeyspiels. Grethlein, Leipzig 1911 (Miniatur-Bibliothek für Sport und Spiel; 38, 39).
- Sportliche Kulturarbeit. In: Sportzeitung des Stuttgarter Neuen Tagblatts, Nr. 27, 4. Oktober 1920, S. 1.
- Golf, das königliche Spiel. In: Velhagen & Klasings Monatshefte. Bd. 37 (1923), S. 170–177.
- Der Richter im Ring. Fischer, Berlin 1924.
- mit Wilhelm Dörr (Hrsg.): Das Olympia-Buch. Olympia-Verlag, München 1927.
- Die IX. Olympischen Spiele in Amsterdam. o. O., 1926.
- Rekord im Sport. Lohse, Dresden 1934.
- Das Trainingsbuch der englischen Football Association. Nauck & Co., Berlin 1939.